# Gene Gillette
Eugene Henry "Gene" Gillette (San Francisco, California, 22 de febrero de 1919-ibídem, 29 de noviembre de 1976) fue un jugador de baloncesto estadounidense que disputó una temporada en la BAA. Con 1,88 metros de estatura, jugaba en la posición de alero.

## Trayectoria deportiva

### Profesional
En 1946 fichó por los Washington Capitols de la recién creada BAA, con los que disputó catorce partidos, en la que promedió 0,6 puntos.

#### Estadísticas en la BAA

##### Temporada regular
| Temporada | Edad | Equipo              | Liga | Pos. | P  | TC  | TCA | %TC  | TL  | TLA | %TL  | ASIS | FP  | PTS |
| 1946-47   | 27   | Washington Capitols | BAA  |      | 14 | 0.1 | 0.8 | .091 | 0.4 | 0.6 | .667 | 0.1  | 0.9 | 0.6 |
| Total     |      |                     | BAA  |      | 14 | 0.1 | 0.8 | .091 | 0.4 | 0.6 | .667 | 0.1  | 0.9 | 0.6 |